# Blieskastel
Blieskastel − miasto w zachodnich Niemczech, w kraju związkowym Saara, w powiecie Saarpfalz. Przez Blieskastel przepływa rzeka Blies.

## Linki zewnętrzne

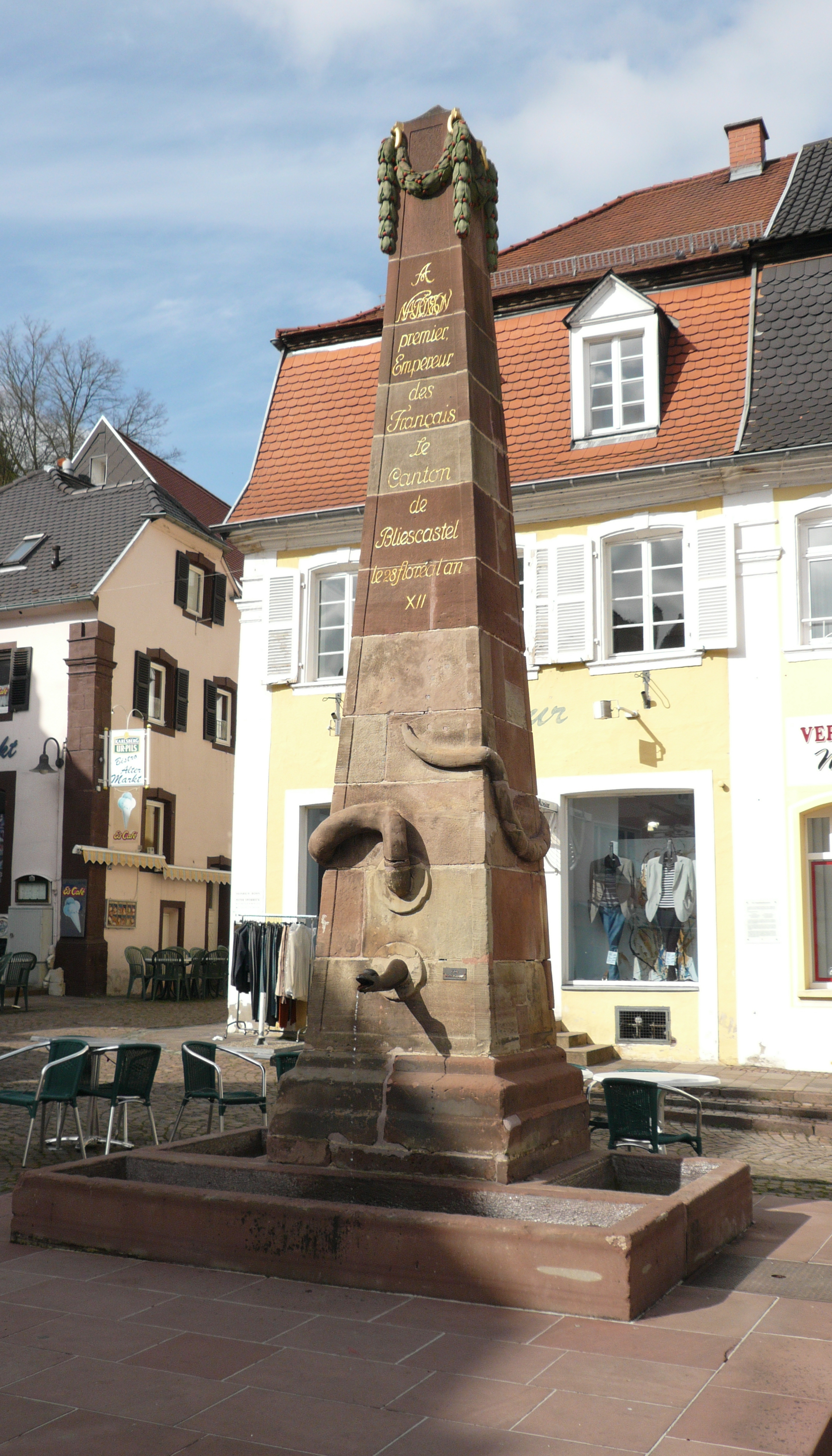
Fontanna Napoleona

## Współpraca
Miejscowości partnerskie:
- Castellabate, Włochy
- Le Creusot, Francja
- Rumia, Polska